# Sisyrinchium vaginatum
Sisyrinchium vaginatum är en irisväxtart som beskrevs av Spreng.. Sisyrinchium vaginatum ingår i släktet gräsliljor, och familjen irisväxter.

## Underarter
Arten delas in i följande underarter:
- S. v. ciliolatum
- S. v. marchio
- S. v. vaginatum

## Bildgalleri

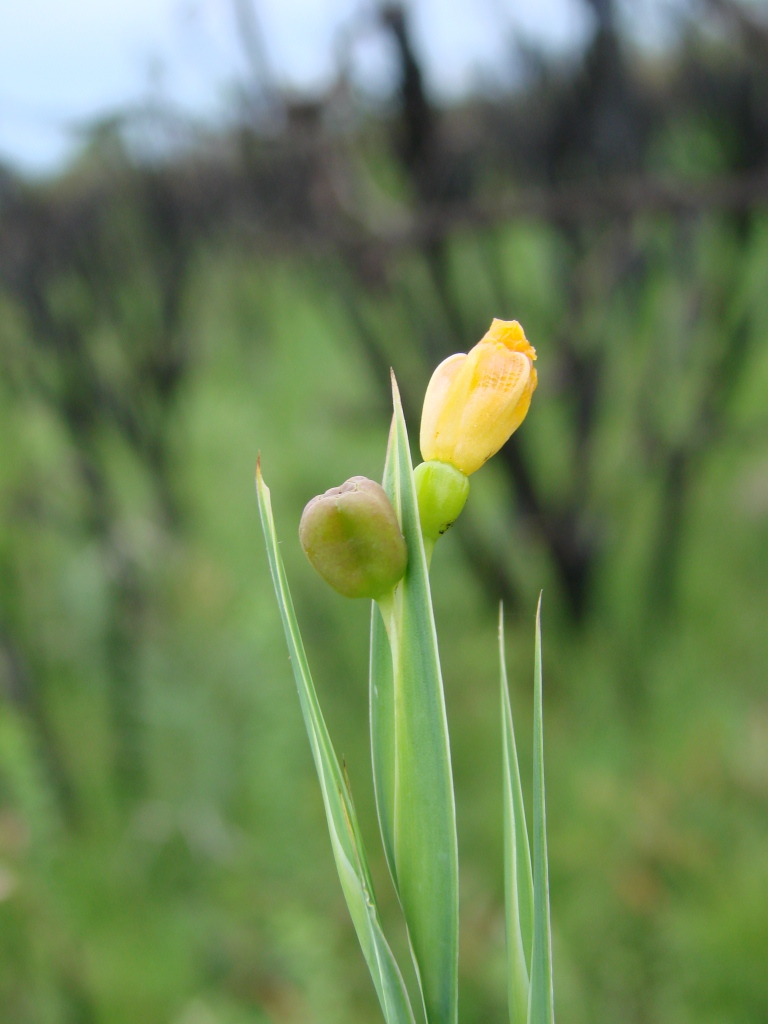
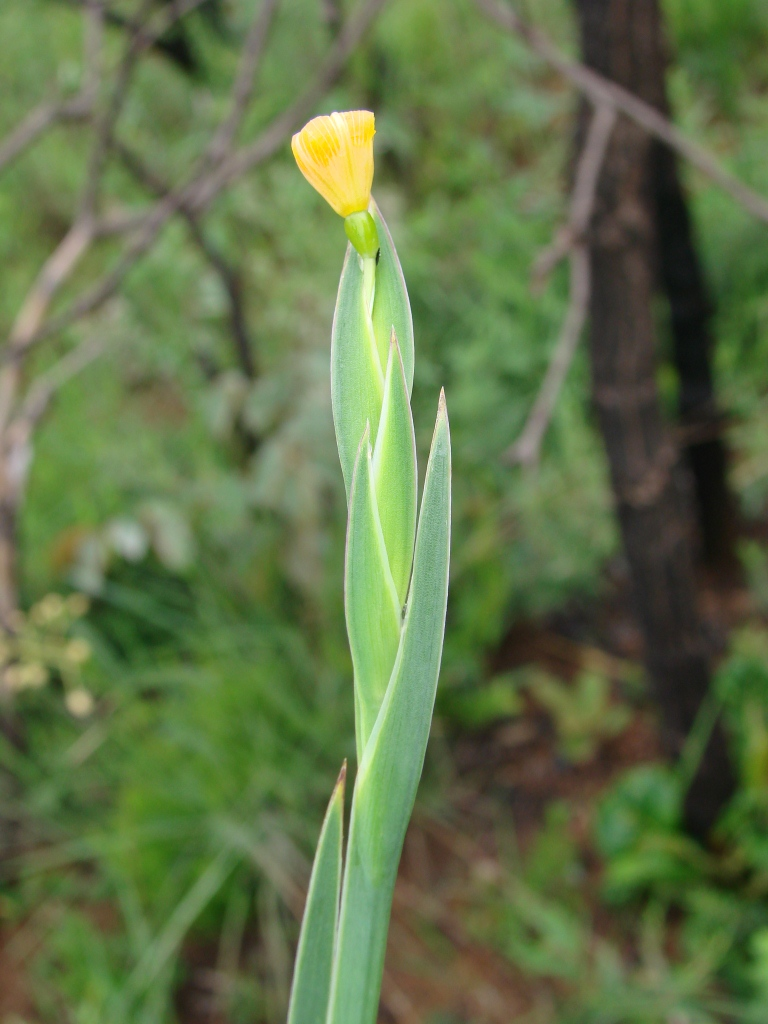